# محمد بن نبهان المصري
د. : محمد نبهان بن حسين بن نبهان مصري «أبو الحسين» قارئ، وكاتب، وعالم بالقراءات سوري سعودي، مكي الاقامه، أستاذ القرآن الكريم وعلومه والقراءات في جامعة أم القرى سابقاً لمدة تزيد عن 30 عاما، وتتلمذ على يدة الآلاف من قراء القرآن الكريم، وأحد كبار علماء القرآن الكريم وعلومه والقراءات في القرن العشرين، تخرج على يديه العديد من من كبار القراء، وله ما يقارب العشرون مألفا من الكتب في القراءات القرآنيه.

## نشاته وتعليمه
ولد في حماة بسوريا 25/2/1363 هـ الخامس والعشرون صفر، عام ثلاث وستين وثلاثمائة وألف من الهجرة، الموافق 20/3/1944م، عشرون مارس الرابع والأربعين وتسعمائة وألف ميلادية.
نشأ في حماة، فالتحق منذ صغره بالمدارس النظامية، واجتاز المرحلة الابتدائية والإعدادية، ثم شاء الله وكفّ بصره، ثم حفظ القرآن الكريم وهو كفيف البصر، ثم التحق بمعهد دار الحفّاظ والدراسات القرآنية في حماة، وحفظ المقدمة الجزرية في التجويد، والشاطبية والدّرّة في القراءات السبع والعشر، ثم تلقّى القراءات العشر بمضمنهما، والعلوم الشرعية والعربية وغيرها، وتخرج في المعهد المذكور عام 1396ه ستة وتسعين وثلاثمائة وألف من الهجرة، الموافق 1976م ستة وسبعين وتسعمائة وألف ميلادية.
وفي عام 1401ه إحدى وأربعمائة وألف من الهجرة ارتحل إلى الديار المقدّسة، واستقرّ في مكة المكرمة وفي السنة نفسها عيّن أستاذاً للقرآن الكريم في قسم الشريعة ثم أستاذاً للقرآن والقراءات لدى افتتاح قسم القراءات في جامعة أم القرى. وما يزال مدرسا في الجامعة حتى عام 1427ه سبعة وعشرين وأربعمائة وألف من الهجرة.
كما قام بالتدريس في الثانوية الأولى لتحفيظ القرآن الكريم مدة أربع سنوات، وبالتدريس في الجمعية الخيرية لتحفيظ القرآن الكريم للبنات بمكة المكرمة، كما يقوم بتدريس القرآن الكريم والقراءات والعلوم الشرعية والعلوم العربية في منزله.
وقرأ ختمة في القراءات العشر الكبرى على الشيخ نادي حداد القط.

## شيوخه
- الشيخ مصطفى الفحلة، حفظ عليه جزء عمَّ وتبارك.
- الشيخ محمد الزول الحموي، حفظ عليه القرآن الكريم من سورة المجادلة إلى سورة يس.
- الشيخ محمد إسماعيل الخاني، حفظ عليه القرآن الكريم من سورة فاطر إلى سورة التوبة.
- الشيخ محمد القواص، أكمل عنده حفظ القرآن الكريم.
- الشيخ سعيد عبد الله محمد العبد الله، شيخ القراء بحماة، حفظ عليه منظومات القراءات، وقرأ عليه ختمة براواية حفص عن عاصم، وختمة أخرى بالقراءات السبع من الشاطبية، وثالثة بالقراءات الثلاث المتممة للعشر من الدّرّة، ولازمه كثيرا إلى أن مات.
- الشيخ زاكي الدندشي، درس عليه الفقه الحنفي، وقرأ عليه حاشية ابن عابدين، وحاشية الطحاوي، وأجازه في الفقه الحنفي.
- الشيخ سعيد النعسان، مفتي مدينة حماة، أخذ عنه علم الفرائض، وكان بدايته في طلب العلم لديه، بجامع النور بحماة، حيث قَدِمَ به جدّه إليه، وكان جدّه من تلاميذ الشيخ سعيد الجابي مفتي السنة في مدينة حماة.
- الشيخ علي عثمان آغا، تلقى عنه النحو والعربية، وكتاب اللباب شرح الكتاب في الفقه الحنفي، والدروس النحوية لحفني ناصف، وغيرها من كتب الفقه واللغة والأدب.
- الشيخ خالد الشقفة، درس عليه الفقه الشافعي، وقرأ عليه كتاب «دراسات فقهية».
- الشيخ عبد الغفار الدروبي، أجازه في القراءات العشر وعرض عليه القرآن في مقاطع مختارة.
- الشيخ بكري الطرابيشي، قرأ عليه سورة الفاتحة وأوائل سورة البقرة، وأجازه.
- الشيخ نادي حداد محمد علي القط، مدرس القراءات بمدينة البدرشين، ومدرس في معهد ابن الجزري في القصيم، قرأ عليه القراءات العشر الكبرى في ختمة كاملة وأجازه بها.
- الشيخ حمدي محمد صلاح الدين، المدرس بمعهد شبرا للقراءات، وقرأ عليه مقاطع مختارة من القرآن الكريم وأجازه بالقراءات العشر الكبرى. وأُجيز الشيخ حمدي من قبل الشيخ محمد نبهان مصري بالقراءات العشر الصغرى بعد أن عرض عليه مقاطع مختارة من القرآن الكريم.

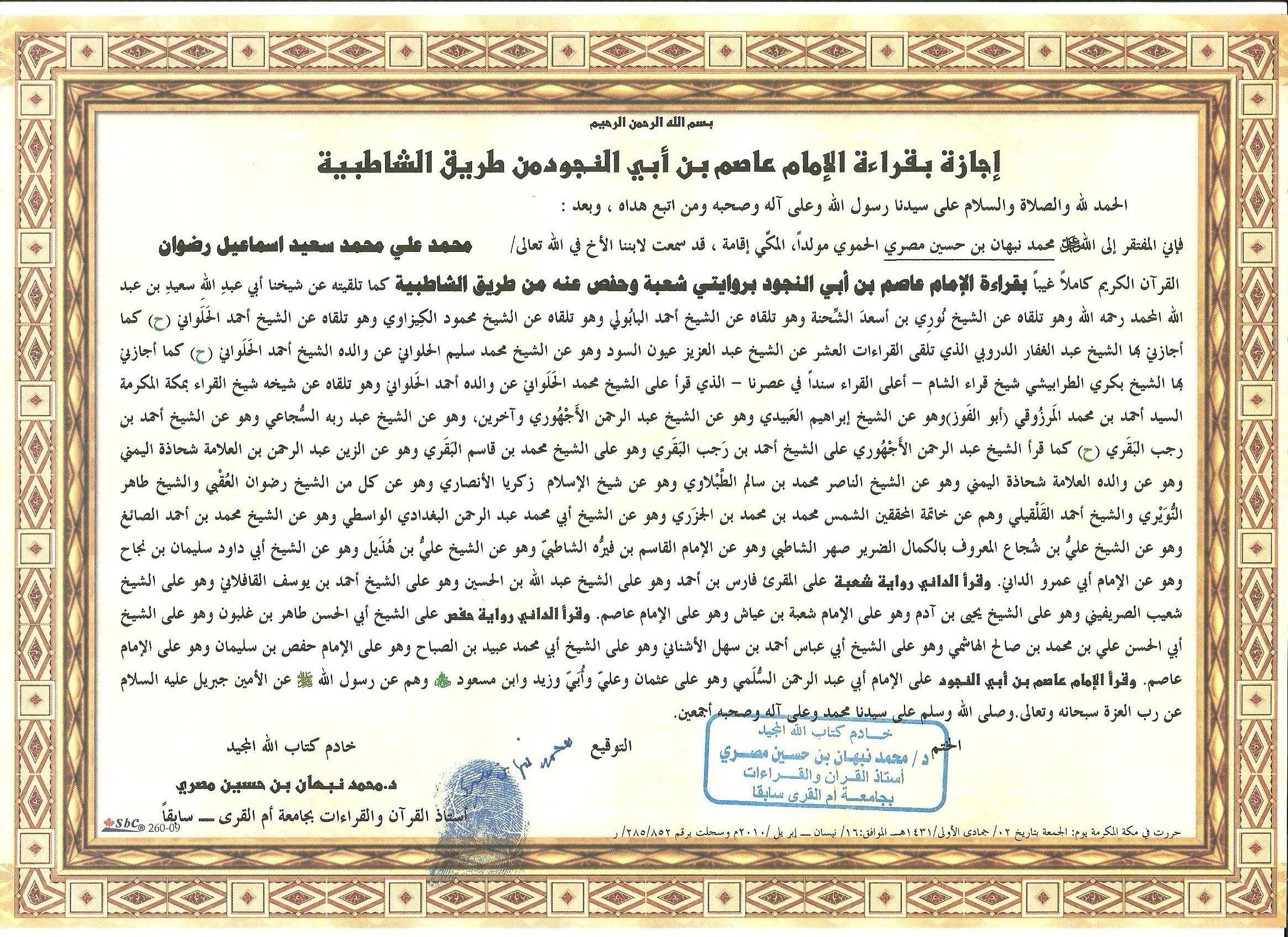
صورة لإجازة بقراءة الإمام عاصم براوييه حفص وشعبه عنه من طريق الشاطبية لأحد تلامذة الشيخ محمد نبهان وهو محمد علي رضوان (محمد علي محمد سعيد إسماعيل رضوان)من مصر - شمال سيناء - العريش

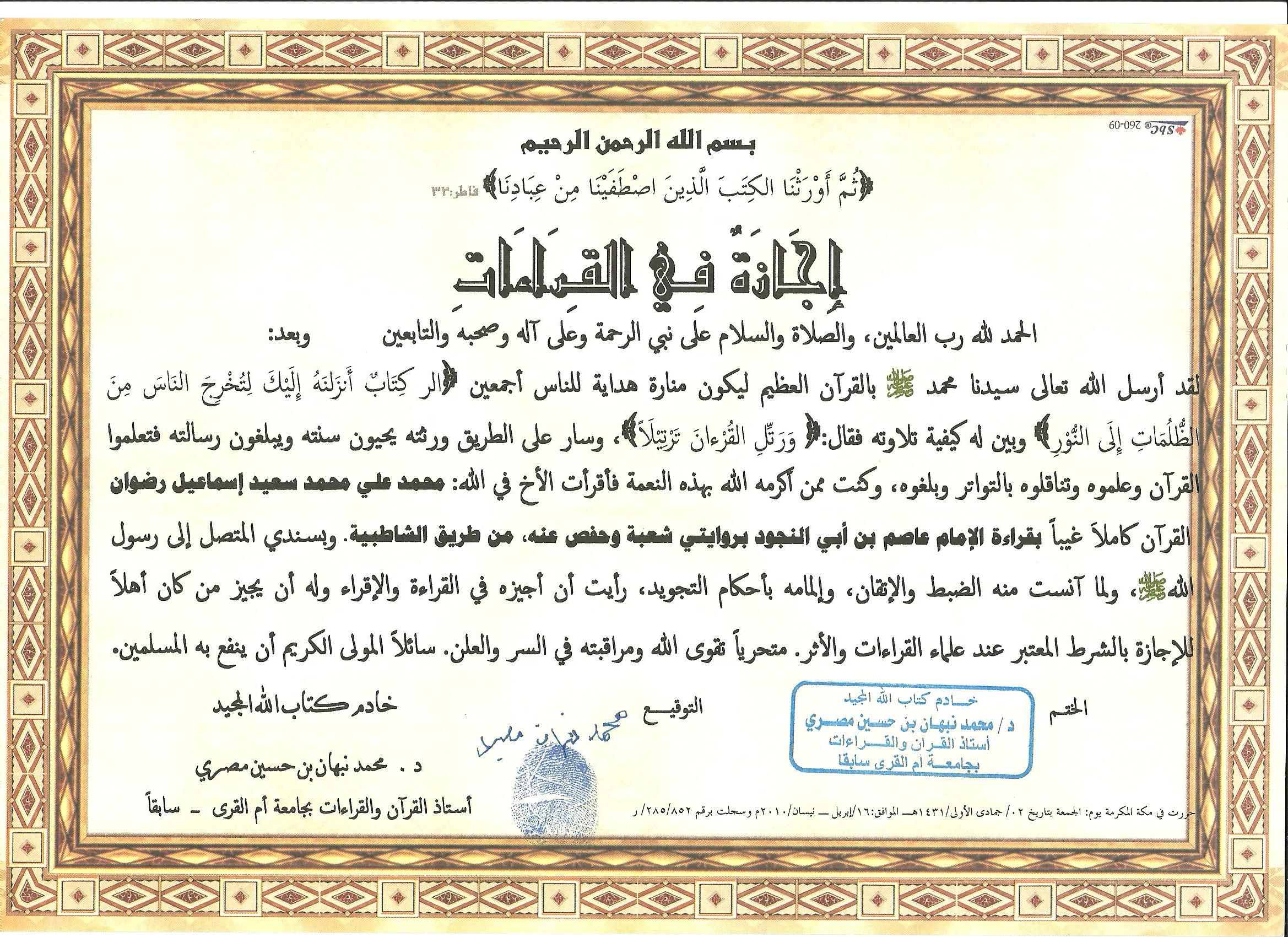
صورة لإجازة بقراءة الإمام عاصم براوييه حفص وشعبه عنه من طريق الشاطبية لأحد تلامذة الشيخ محمد نبهان وهو محمد علي رضوان (محمد علي محمد سعيد إسماعيل رضوان)من مصر - شمال سيناء - العريش

### تلاميذه
للشيخ طلاب وطالبات كثر في كافة أنحاء العالم.
منهم محمد علي رضوان (محمد علي محمد سعيد إسماعيل رضوان) مصر - شمال سيناء العريش.

و من تلامذته المقرئ الدكتور محمد بن عبد الكريم في السودان أستاذ ورئيس قسم الثقافة الإسلامية بجامعة الخرطوم، أقراءه الشيخ محمد نبهان القراءات السبع عن طريق الشاطبية مع الإجازة، والشيخ محمد تأثر به كثيرون لإتقانه وعذوبة تلاوته للقرآن منهم الشيخ ماهر المعيقلي إمام الحرم المكي.

## مؤلفات
له العديد من الكتب، ومنها:
1. فوح العطر في رواية الإمام الدوري عن أبي عمرو [3]
2. المذكرة في التجويد[4]
3. البشرى في تيسير القراءات العشر الكبرى [5]
4. الثمر اليانع في رواية الإمام قالون عن نافع.
5. الإستبرق في رواية ورش عن نافع طريق الأزرق.
6. القمر المنير في قراءة الإمام المكي عبد الله بن كثير.
7. حسن الجلاء في رواية السوسي عن أبي عمرو بن العلاء.
8. السنا الزاهر في قراءة الإمام عبد الله بن عامر.
9. الرِّياش في رواية الإمام شعبة بن عيّاش.
10. أزكى التحيّات في قراءة الإمام حمزة بن الحبيب الزيات.
11. النُّور السنائي في قراءة الإمام علي بن حمزة الكسائي.
12. قطر من غيث النفع في أصول وكلمات القراءات السبع.
13. المسك الأذفر في قراءة الإمام المدني يزيد بن القعقاع أبو جعفر.
14. حياة القلوب في قراءة الإمام الحضرمي يعقوب.
15. رحيق الأزهار في قراءة الإمام العاشر خلف بن هشام البزَّار.
16. عبير من التحبير في القراءات الثلاث (أبي جعفر ويعقوب وخلف العاشر).

## وفاته
توفي في ظهر الجمعة 9 رمضان 1436 هـ، 26 يونيو 2015م، بمكة المكرمة.